# 12 речи
12 речи је српска ТВ серија из 2020. године.
Прва сезона се премијерно емитовала од 21. новембра 2020. до 27. децембра 2020. на Суперстар ТВ. Друга сезона се премијерно приказује од 15. новембра 2023. на Суперстар ТВ. Пост-продукција 3. сезоне је у току.

## Радња
Сам назив "12 речи" означава шифру или верификациони код за новчаник у ком су криптовалуте, а серија обрађује животе људи уплетених у бруталне криминалне радње стављајући у фокус унутрашње борбе ликова и њихове односе.
Млади правник са проблематичном прошлошћу, Милош Ивановић, добија посао у канцеларији познатог београдског адвоката.
Постаје заступник одбране у великом процесу против мафијашког боса чија империја је уздрмана.
Током студија права Милош је упао у невоље и због тога није лако дошао до дозволе да се бави адвокатуром, односно да буде уписан у именик Адвокатске коморе. Због "црне мрље" у биографији Милош је годинама живео на социјалној маргини. Међутим, адвокат Томислав Грубор отвара Милошу врата велике, чувене адвокатске канцеларије. Грубор заступа криминалну организацију на чијем челу је Жарко Чечерина  који је под истрагом. 
У недостатку других могућности, када су им сви рачуни блокирани, Чечерина одлучује да послове настави да обавља преко криптовалута.
Суочен са личном кризом и са структурама моћи, Милош ће морати да бира између лојалности и правде...
Један од водећих женских ликова је и Даница Влаховић. Њен супруг Немања Влаховић, рачуновођа и финансијски саветник Жарка Чечерине, принуђен је да бежи у Србију. Део заплета прати и како Даница, која остаје сама са децом у Црној Гори, решава новонастале проблеме и покушава да помогне мужу у невољи.

## Улоге

### Главне улоге
| Глумац                | Улога               |
| --------------------- | ------------------- |
| Виктор Савић          | Милош Ивановић      |
| Никола Пејаковић      | Жарко Чечерина      |
| Ивана Вуковић         | Сара Поповић        |
| Небојша Миловановић   | Владимир Мирковић   |
| Петар Новаковић       | Игор Варагић        |
| Душко Радовић         | Александар Одановић |
| Весна Тривалић        | Горана Раичковић    |
| Никола Шурбановић     | Филип               |
| Драгомир Мршић        | Буква               |
| Александра Аризановић | Маја                |
| Вас Батрићевић        | Иља                 |
| Данило Никитовић      | Микица              |
| Симо Требјешанин      | Жандар              |
| Ненад Хераковић       | инспектор Ромелић   |
| Денис Мурић           | Леон                |
| Слободан Нинковић     | Петар Поповић       |
| Бранка Пујић          | Мила Поповић        |
| Тихомир Станић        | Томислав Грубор     |
| Марија Бергам         | Даница Влаховић     |
| Ђорђе Марковић        | Новаковић           |
| Милош Пејовић         | Немања Влаховић     |
| Филип Ђурић           | Роберт              |
| Мирсад Тука           | Мијо Дробњак        |
| Филип Ђуретић         | Душан Вук           |
| Давор Голубовић       | Ивица Васовић       |
| Сања Марковић         | Јована              |
| Небојша Рако          | Чупко               |
| Горан Славић          | Стеван              |
| Дубравка Дракић       | Тијана Станојевић   |
| Драгиња Вогањац       | Љиља Ресановић      |

### Споредне улоге
| Глумац                  | Улога                     |
| ----------------------- | ------------------------- |
| Joво Максић             | инспектор Пешић           |
| Драгана Варагић         | Марина Ивановић           |
| Ненад Пећинар           | управник затвора          |
| Филип Лађевић           | члан филијале             |
| Жељко Сантрач           | Оле Гунар                 |
| Иван Томашевић          | професор Јевтић           |
| Бојан Тодоровски        | приправник                |
| Филип Радивојевић       | Вујке                     |
| Данијел Лисонек         | Круле                     |
| Вељко Стевановић        | Кова                      |
| Данило Миловановић      | Војислав                  |
| Маја Колунџија          | Цаца                      |
| Татјана Венчеловски     | Бранислава Макарић        |
| Несим Хрвановић         | Тутурама                  |
| Ивана Велиновић         | Марина                    |
| Маша Шаровић            | Новинарка                 |
| Петар Миљуш             | инспектор Антонијевић     |
| Вукашин Јаснић          | Марлон Брутал             |
| Давид Сарић             | Цоле                      |
| Марко Јоксимовић        | члан филијале у затвору   |
| Далибор Костић          | члан филијале у затвору   |
| Вања Ковачевић          | водитељка                 |
| Марко Цветановић        | члан филијале у затвору   |
| Џек Димић               | Младен Урошевић           |
| Сузана Сантрач          |                           |
| Марко Вучковић          | инспектор Петровић        |
| Милош Војновић          | Одановићев возач          |
| Владана Зиндовић Дошљак | Маријана                  |
| Јелена Мила             | Хеда                      |
| Дамјан Кецојевић        | Главашанин                |
| Бојан Миладиновић       | возач дипломатског возила |
| Анђела Келеман          | певачица                  |
| Марко Радић             | конобар                   |
| Драгиша Василић         |                           |
| Срђан Симовић           |                           |
| Јовица Смрзлић          |                           |
| Радоје Чупић            | Вучко                     |
| Ивана Аџић              | Андреа                    |
| Јован Савић             | Гојко Ивановић            |
| Вања Ејдус              | Ана Весић                 |
| Јудита Франковић        | Матеа                     |
| Славиша Чуровић         | доктор                    |
| Милош Влалукин          | Шаман                     |
| Небојша Вранић          | председник суда           |
| Растко Мићић            | Саша Ресановић            |
| Реља Марковић           | Вања                      |
| Никола Воштинић         | Горан                     |
| Радослав Миленковић     | Макс                      |
| Божидар Зубер           | Зујо                      |
| Маја Стојановић         | медицинска сестра         |
| Млађан Црквењаш         | Црногорски инспектор      |
| Иван Миловић            | Павле Влаховић            |
| Вукота Марсенић         | Бошко Влаховић            |
| Богдан Петровић         | Вукашин                   |
| Данијела Бранковић      | судија Драјић             |
| Бојан Лазаров           |                           |
| Бранислав Платиша       |                           |
| Небојша Јарић           |                           |
| Дејан Тончић            |                           |
| Зоран Ћосић             |                           |
| Вук Веселиновић         |                           |
| Далибор Цветковић       |                           |
| Јасмин Серезлић         |                           |
| Небојша Мимовић         |                           |
| Иван Вујичић            |                           |
| Милош Ерић              |                           |
| Никола Симеуновић       |                           |
| Иван Вујичић            |                           |
| Јован Правиловић        |                           |
| Огњен Иванов            |                           |
| Петар Тасовац           |                           |
| Милица Рашковић         |                           |
| Дејан Гоцић             |                           |
| Оливера Јелкић          |                           |
| Вера Хрчан Остојић      |                           |
| Термет Нухи Мики        |                           |
| Пеђа Марјановић         |                           |
| Миливој Борља           |                           |
| Владан Бајчета          |                           |
| Чен Хаиланг             |                           |
| Зоу Сунбао              |                           |
| Термет Нухи Мики        |                           |
| Маихол Лоаиза Запата    |                           |
| Шандор Сударевић        |                           |
| Мира Марковић           |                           |
| Ненад Савић             |                           |
| Реља Марковић           |                           |
| Димитрије Динић         |                           |
| Филип Куч               |                           |
| Јован Шакота            |                           |
| Вук Баралић             |                           |
| Ана Шавија              |                           |
| Богдана Димитријевић    |                           |
| Владимир Кукољ          |                           |
| Михаило Доланић         |                           |
| Данило Перишић          |                           |
| Александар Анђелковић   |                           |
| Стефан Јевђенијевић     |                           |
| Жељко Зечевић Црногорац |                           |
| Далибор Цветковић       |                           |
| Мирослав Туфегџић       |                           |
| Бане Јованчић           |                           |
| Војин Аврамовић         |                           |
| Жељка Ристивојевић      |                           |
| Филип Обрадовић         |                           |
| Мартина Милутиновић     |                           |
| Марко Нисић             |                           |
| Мато Бадров             |                           |
| Татјана Николић         |                           |
| Дејан Барјактаровић     |                           |
| Дамјан Барјактаровић    |                           |
| Драган Марковић         |                           |
| Душан Мандарић          |                           |
| Душан Ненадић           |                           |
| Вивијен Куртовић        |                           |
| Соња Павлица            |                           |
| Татјана Декић           |                           |
| Хелен Бабић             |                           |
| Филип Лилић             |                           |
| Дејан Ђаја              |                           |
| Ненад Кнежевић          |                           |
| Слободан Јосиповић      | Курир из суда             |

## Епизоде
| Сезона | Сезона | Епизоде | Епизоде | Оригинално емитовање | Оригинално емитовање |
| Сезона | Сезона | Епизоде | Епизоде | Премијера            | Финале               |
| ------ | ------ | ------- | ------- | -------------------- | -------------------- |
|        | 1.     | 12      | 12      | 21. новембар 2020.   | 27. децембар 2020.   |
|        | 2.     | 12      | 12      | 15. новембар 2023.   | 30. новембар 2023.   |
|        | 3.     | 10      | 10      | 2025.                | 2025.                |